# Geophis laticinctus
Geophis laticinctus là một loài rắn trong họ Rắn nước. Loài này được Smith & Williams mô tả khoa học đầu tiên năm 1963.